# Diecezja Durham
Diecezja Durham (ang. Diocese of Durham, łac. Dioecesis Dunelmensis) – diecezja Kościoła Anglii w północnej Anglii, w metropolii Yorku. Siedzibą biskupa jest miasto Durham, będące zarazem stolicą hrabstwa o tej samej nazwie. 

## Historia
Diecezja została ustanowiona w 634 roku w ramach Kościoła katolickiego pod nazwą diecezji Lindisfarne. W 883 r. zmieniła nazwę na diecezję Chester-le-Street, zaś w 995 r. przyjęła nazwę diecezji Durham. W czasie reformacji stała się częścią nowo utworzonego Kościoła Anglii. 

## Organizacja
Na czele diecezji stoi biskup diecezjalny, tytułowany biskupem Durham. Powoływany jest jeden biskup pomocniczy, z tytułem biskupa Jarrow. Ponadto w zarządzaniu diecezją pomaga trzech archidiakonów o oznaczonych terytorialnie obszarach odpowiedzialności. 